# Robert Tappan Morris
Robert Tappan Morris, fill de Robert Thomas Morris, recent graduat en Informàtica per la Universitat de Cornell el 1988, va difondre un virus a través d'ArpaNet (precursora d'Internet) que va aconseguir infectar 6.000 servidors connectats a la xarxa. La propagació la va realitzar des d'un dels terminals del MIT (Institut Tecnològic de Massachusetts).
En ser descobert, va ser condemnat per la cort de Syracuse, estat de Nova York, a 4 anys de presó i al pagament de 10.000 dòlars de multa, una pena que va ser commutada a llibertat sota paraula i condemnat a complir 400 hores de treballs comunitaris.